# Alfred Morel-Fatio
Pour les articles homonymes, voir Morel-Fatio, Morel et Fatio.
Alfred Morel-Fatio est un philologue, romaniste et hispaniste français, membre de l'Académie des inscriptions et belles-lettres de l'Institut et professeur au Collège de France, né le 9 janvier 1850 à Strasbourg et mort le 10 octobre 1924 à Versailles.

## Biographie

### Jeunesse et formation
Orphelin de mère puis de père, Alfred Paul Victor Morel-Fatio est placé sous la tutelle d'un de ses oncles, le banquier et numismate Arnold Morel-Fatio, et obligé de gagner sa vie comme garçon de bureau chez Dollfus-Mieg. Puis un héritage lui permet de reprendre des études et il entre en 1869 à l’École des chartes où il obtient le diplôme d’archiviste paléographe grâce à une thèse consacrée à un poème castillan du XIIIe siècle, le Libro de Alexandre.
Il est nommé attaché au département des manuscrits de la Bibliothèque nationale et rédige le Catalogue des manuscrits espagnols et portugais de la Bibliothèque Nationale, publié peu après (1881-1892).
Pour ses Études sur l’Espagne, il recevra le prix Marcelin Guérin de l’Académie française en 1891.

### Carrière universitaire

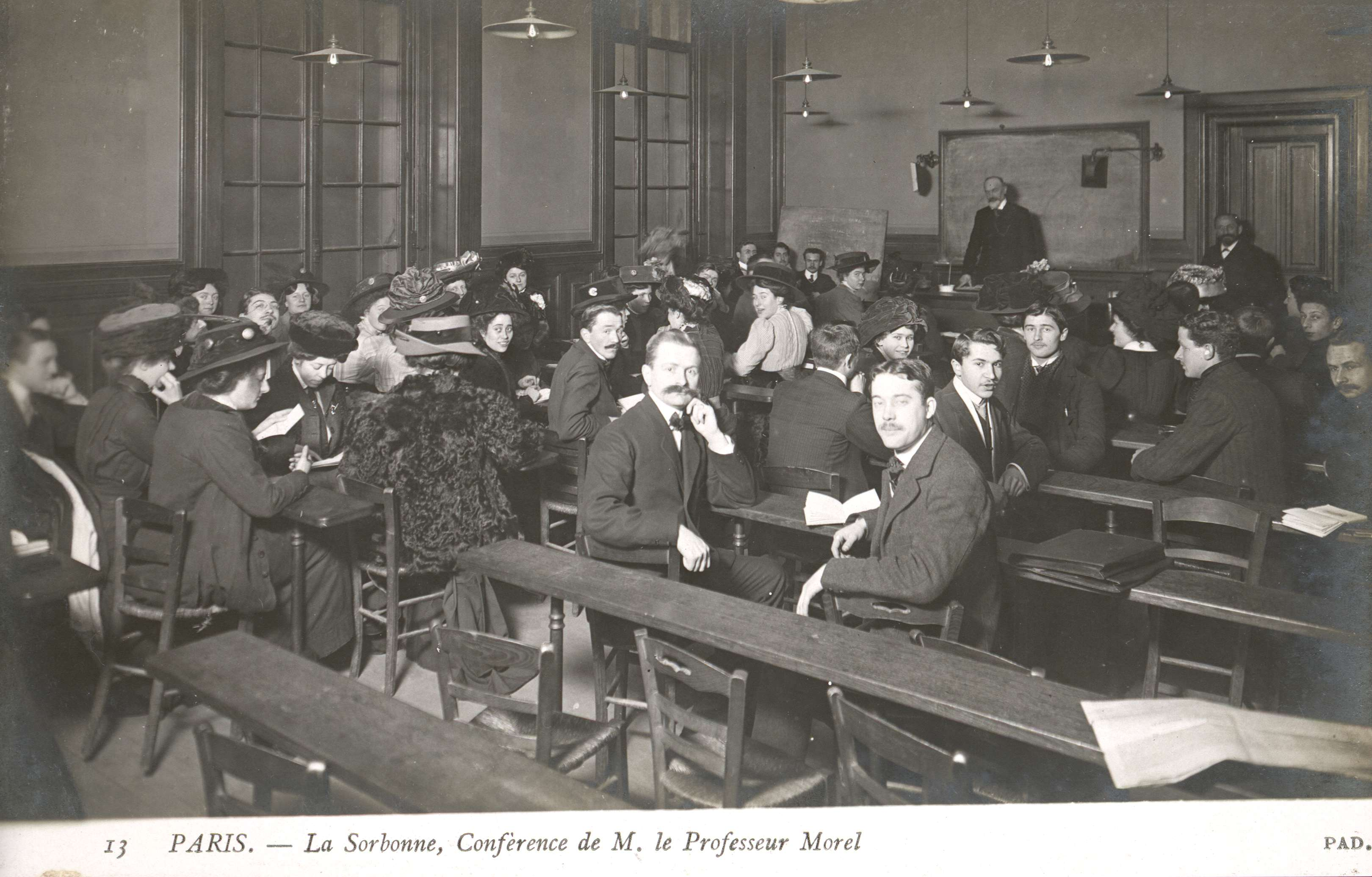
Carte postale d'une conférence d'Alfred Morel-Fatio en Sorbonne.

Il se tourne alors vers l’enseignement en acceptant en 1880 une chaire de professeur à l’École supérieure des lettres d’Alger. Il revient en métropole en 1885 pour occuper le secrétariat de l’École des chartes (1885-1907), tout en enseignant la philologie à l’École pratique des hautes études, qu’il finit par diriger.
À partir de 1900, il préside le jury des premières sessions de l'agrégation d'espagnol et d'italien. Il dirige le Bulletin hispanique.
Il est élu en 1907 à la chaire de langues et littératures de l’Europe méridionale au Collège de France, succédant à son maître Paul Meyer.
Correspondant de la Real Academia Española, Alfred Morel-Fatio est élu à l’Académie des inscriptions et belles-lettres en 1910.